# Facundo Núñez
Facundo Mariano Núñez Techera (Canelones, 24 febbraio 2006) è un calciatore uruguaiano, attaccante del Liverpool (M).

## Caratteristiche tecniche
È un attaccante rapido e dotato di un ottimo dribbling.

## Biografia
È fratello di Carlos Rodrigo Núñez, a sua volta calciatore professionista.

## Carriera

### Club
Núñez è cresciuto nel settore giovanile del Cerro Largo, con cui ha firmato il primo contratto professionistico nel marzo del 2021. Ha debuttato il 14 aprile seguente all'età di 15 anni e 49 giorni nell'incontro di Coppa Sudamericana perso 4-1 contro il Peñarol, dove ha fatto registrare il record di precocità nella storia della competizione. Alcuni mesi dopo, il 31 ottobre 2021, ha fatto il suo esordio anche in Primera División contro il Fénix. Rimasto inutilizzato nel 2022, l'anno seguente ha fatto parte stabilmente della prima squadra con cui ha collezionato 23 presenze in campionato.
Il 1º aprile 2024 è stato ceduto in prestito per sei mesi al Colorado Rapids che lo ha assegnato alla propria seconda squadra. Ha debuttato il 4 aprile 2024 in Lamar Hunt U.S. Open Cup contro il Northern Colorado H.

### Nazionale
Ha giocato nella nazionale uruguaiana Under-17.

## Statistiche

### Presenze e reti nei club
Statistiche aggiornate al 23 maggio 2024.
| Stagione        | Squadra           | Campionato      | Campionato | Campionato | Coppe nazionali | Coppe nazionali | Coppe nazionali | Coppe continentali | Coppe continentali | Coppe continentali | Altre coppe | Altre coppe | Altre coppe | Totale | Totale | Totale |
| Stagione        | Squadra           | Comp            | Pres       | Reti       | Comp            | Pres            | Reti            | Comp               | Pres               | Reti               | Comp        | Pres        | Reti        | Pres   | Reti   |        |
| --------------- | ----------------- | --------------- | ---------- | ---------- | --------------- | --------------- | --------------- | ------------------ | ------------------ | ------------------ | ----------- | ----------- | ----------- | ------ | ------ | ------ |
| 2021            | Cerro Largo       | PD              | 1          | 0          |                 | -               | -               | CS                 | 1                  | 0                  |             | -           | -           | 2      | 0      |        |
| 2023            | Cerro Largo       | PD              | 23         | 0          | CU              | 1               | 0               |                    | -                  | -                  |             | -           | -           | 24     | 0      |        |
| 2024            | Colorado Rapids 2 | MNP             | 5          | 0          | USCup           | 1               | 0               |                    | -                  | -                  |             | -           | -           | 6      | 0      |        |
| Totale carriera | Totale carriera   | Totale carriera | 29         | 0          |                 | 2               | 0               |                    | 1                  | 0                  |             | -           | -           | 32     | 0      |        |